# Spilarctia groganae
Spilarctia groganae là một loài bướm đêm thuộc phân họ Arctiinae, họ Erebidae.